# Plakala panna, plakala
Plakala panna, plakala jsou tři písničková pásma. Dvě z nich natočil v Československé televizi roku 1969 (krátce před svou smrtí) Jiří Šlitr. Třetí, méně známé pásmo, natočil roku 1970 Jiří Suchý. Každé má 30 minut. Později byly tyto nahrávky ztraceny někde v archivu. Až za 45 let byly nalezeny a vyšlo album Jiří Šlitr: Plakala, panna plakala. Zachovala se pouze zvuková část. 
Středobodem tohoto pořadu je Jiří Šlitr se svým klavírem, okolo něj je mnoho mladých lidí a všichni společně (i se Šlitrem) zpívají písně ze Semaforu, z Reduty a z Osvobozeného divadla. Tento pořad je také připomínkou autorské dvojice Voskovec a Werich (V+W).

## Písně, jež obsahovalo 1. pásmo (1969, zpívá Jiří Šlitr a diváci)
- Plakala, Panna plakala (The Dipsy Doodle)
- Hluboká vráska (Going to the river)
- Tak to byla jedna písnička z Reduty
- Černá vrána (Bye, bye black bird)
- Cop
- Host Jiřího Šlitra: Jiří Šlitr
- Jackova píseň
- Honky-Tonky Blues (Každý ráno na piáno)

## Písně, jež obsahovalo 2. pásmo (1969, zpívá Jiří Šlitr, Jiří Suchý a diváci)
- Plakala panna, plakala (The Dipsy Doodle)
- Prosím vás, nemá náhodou někdo kalendář? (směs písní o dívčích jménech)
- Magdalena (Pretty baby)
- Kdepak, já měl pravdu!
- Babetta
- Betty
- Není nad systém
- Písnička pro Zuzanu
- Host Jiřího Šlitra: Jiří Suchý
- Zasu
- Margareta

## Písně, jež obsahovalo 3. pásmo (po smrti J. Šlitra,1970, zpívá Jiří Suchý a diváci)
- Plakala panna, plakala (The Dipsy Doodle)
- A proč? Slyšíš to? Někdo si hraje blues...
- Co je blues

- Nevyplacený blues
- Tak tedy, co je to ten blues?
- Drožkář
- Blues samotářky
- Černá Jessie